# Білоцерківська сільська рада (Більмацький район)
| Білоцерківська сільська рада — колишній орган місцевого самоврядування у Більмацькому районі Запорізької області з адміністративним центром у с. Білоцерківка. Водоймища на території, підпорядкованій даній раді: р. Берда, р. Грузенька. Сільській раді були підпорядковані населені пункти: - с. Білоцерківка - с. Черешневе |

## Склад ради
Рада складалася з 16 депутатів та голови.

### Керівний склад ради
| ПІБ                      | Основні відомості                                                             | Дата обрання | Дата звільнення |
| ------------------------ | ----------------------------------------------------------------------------- | ------------ | --------------- |
| Ключник Петро Степанович | Сільський голова, 1958 року народження, освіта                                | 26.03.2006   | 31.10.2010      |
| Ключник Петро Степанович | Сільський голова, 1958 року народження, освіта середня загальна, безпартійний | 31.10.2010   |                 |

Примітка: таблиця складена за даними джерела